# 芬兰音乐
芬兰音乐是指有史以来由芬兰人创作的音乐。它大致可以分成三类：民族音乐、古典艺术音乐及轻音乐。
具有“芬兰音乐之父”之称的弗雷德里克·帕修斯是早期浪漫主义的代表者，其最著名的曲目是芬兰国歌《我们的国家》。从19世纪后半叶直至第二次世界大战在艺术音乐中占据主流的是后期浪漫主义，特别是民族浪漫主义，其代表人物是让·西贝柳斯。
当20世纪50年代埃里克·贝里曼及其同期音乐家开始使用十二音技法、序列主义及其它音乐技巧后，芬兰艺术音乐才真正进入现代主义。在20世纪70年代以奥利斯·萨利宁等创作的带有传统音色的歌剧带动了芬兰歌剧的复兴，但另一方面新一代的作曲家和音乐家也把欧洲激进的现代主义风格带入芬兰。这些在70年代年轻激进的音乐家，如凯娅·萨里阿霍和埃萨-佩卡·萨洛宁，后来在80和90年代扬名于世界。
现代流行音乐包括闻名的芬兰重金属音乐，以及一些著名的摇滚和流行乐队、爵士乐音乐家、嘻哈表演家和舞曲创作家。除此之外，芬兰风格的流行乐（iskelmä）和本土风格的探戈音乐也广受欢迎。在1990年代和2000年代著名的芬兰乐队有HIM、夜愿及雷斯魔。